# بريت جونز (مقاتل)
توماس بريت جونز (بالإنجليزية: Thomas Brett Johns؛ مواليد 21 فبراير 1992) هو مُقاتل فنون قتالية مختلطة أمريكي.

## وصلات خارجية
- بريت جونز (مقاتل) على موقع JudoInside.com (الإنجليزية)
- بريت جونز (مقاتل) على موقع يو إف سي (الإنجليزية)
- بريت جونز (مقاتل) على موقع بيلاتور (الإنجليزية)
- بريت جونز (مقاتل) على موقع شيردوغ (الإنجليزية)
- بريت جونز (مقاتل) على موقع Tapology.com (الإنجليزية)
- بريت جونز (مقاتل) على موقع IMDb (الإنجليزية)
- بريت جونز (مقاتل) على موقع قاعدة بيانات الفيلم (الإنجليزية)